# 彰宝
彰宝（？—1777年），清朝大臣。满洲镶黄旗人，鄂谟托氏。
彰宝初任翻译笔帖式，乾隆丁卯翻譯举人，乾隆十三年（1748年），由翻译举人授内阁中书。官至直隶口北道。乾隆二十四年（1759年），转任贵州按察使。乾隆二十五年（1760年），转任湖北布政使。乾隆二十六年（1761年），调江宁布政使，兼管织造关税。乾隆三十年（1765年），官至山西巡抚，与直隶总督方观承会勘察哈尔右翼牧场余地，属于山西丰镇厅。可耕地23000余顷。乾隆三十三年（1768年），担任山东巡抚。二月调任江苏巡抚，六月查奏前山西巡抚和其衷、前两淮盐政高恒、普福和运使卢见曾等贪污案。十二月署理两江总督。乾隆三十四年（1769年），用兵缅甸，以署云贵总督加太子太保衔，出驻老官屯督理粮饷，措置边防。乾隆三十八年（1773年）十一月，实授云贵总督。乾隆三十九年（1774年）十一月，解任后，以勒索知县王锡银四万余两事败露，被捕论斩。乾隆四十二年（1777年）卒于狱中。